# Film de banlieue

Logo du film La Haine, l'un des pionniers parmi les films de banlieue.

Un film de banlieue est un film appartenant à un genre du cinéma français en constitution depuis la fin du XXe siècle et qui se caractérise par son déroulement en banlieue ainsi que par ses thématiques souvent sociales et policières. La Haine, Banlieue 13, État des lieux ou encore Les Misérables, notamment, sont des films de banlieue emblématiques.